# Enrico Zanetti
Enrico Zanetti (Venezia, 12 agosto 1973) è un politico ed economista italiano.
È stato un componente del Governo Renzi dal 2014 al 2016, ricoprendo l'incarico di sottosegretario al Ministero dell'economia e delle finanze e di viceministro nello stesso dicastero nel 2016. È stato inoltre il segretario nazionale di Scelta Civica dal 2015 al 2017.

## Biografia
Nato il 12 agosto 1973 a Venezia, dove tuttora vive, esclusa una parentesi dal 1990 al 1998 nella quale si trasferisce a Gorizia e che lo ha portato a scegliere l'Università degli Studi di Trieste per gli studi di economia e commercio, conseguendo nel 2002 l'abilitazione per l’esercizio della professione di dottore commercialista presso l’Università degli Studi di Venezia.
Svolge la professione di dottore commercialista nel suo studio in Venezia, è socio e amministratore di un importante centro studi tributari con sede a Torino, Eutekne, di cui ha diretto fino al 2013 il quotidiano on line Eutekne.Info.
Dal 2006 al 2010 è stato professore a contratto presso l'Università Ca' Foscari Venezia per il corso di "Bilancio dei gruppi e delle operazioni straordinarie e Economia delle fusioni e delle acquisizioni" e nello stesso periodo è stato presidente dell'Unione Giovani Dottori Commercialisti di Venezia.
Dal 2007 è componente del Comitato scientifico della rivista “Il fisco”.
Dal 2008 al 2012 ha diretto il Centro studi del consiglio nazionale dei dottori commercialisti e degli esperti contabili.
Dal 2011 al 2013 è stato vicepresidente della Giunta nazionale dell'Unione Giovani Dottori Commercialisti con delega alle questioni previdenziali e nello stesso periodo è stato componente della Commissione civilistica dell'Organismo Italiano Contabilità (OIC) in qualità di uditore esperto fiscale.

## Attività politica
Nel 2010 è stato tra i fondatori dell'associazione Verso Nord di Massimo Cacciari, mentre nel 2012 ha ricoperto il ruolo di Responsabile fiscale dell'associazione Italia Futura fondata da Luca Cordero di Montezemolo.
Alle elezioni politiche del 2013 viene candidato alla Camera dei deputati, tra le liste di Scelta Civica nella circoscrizione Veneto 2, dove viene eletto deputato. Nella XVII legislatura della Repubblica è stato segretario della Commissione speciale per l'esame degli atti urgenti presentati dal Governo, componente della 1ª Commissione Affari Costituzionali, della Presidenza del Consiglio e interni, componente e vicepresidente della 6ª Commissione Finanze.
Dopo le dimissioni di Stefania Giannini da segretario di Scelta Civica, decide di candidarsi alla leadership del partito sostenendo la necessità di riunirsi in un congresso per far ripartire e rilanciare l'azione politica della formazione civica. L'8 febbraio 2015, durante il primo congresso nazionale di Scelta Civica, è stato eletto segretario del partito dal 94% dei delegati.
Alle elezioni amministrative del 2016 si presenta col cartello Cittadini per l'Italia, dopo il fallimento dell'alleanza con i Moderati di Giacomo Portas.
Il 14 luglio 2016 Zanetti, insieme a Mariano Rabino, Giulio Cesare Sottanelli e Angelo Antonio D'Agostino, lascia il gruppo Scelta Civica alla Camera e insieme ai 10 deputati di ALA di Denis Verdini e un deputato di Fare! fonda il polo liberale "Scelta Civica verso Cittadini per l'Italia".
A maggio 2017 lancia il progetto Libera Italia con Flavio Tosi di Fare!. Dopo aver presentato due candidate all'interno della lista di Forza Italia alle Regionali siciliane di novembre, la Direzione Nazionale decide di partecipare alla coalizione di centro-destra in vista delle politiche di marzo. Il 19 dicembre Zanetti insieme a Tosi, Enrico Costa e Maurizio Lupi (ex Alternativa Popolare), Saverio Romano (Cantiere Popolare) e Raffaele Fitto (Direzione Italia) dà vita a Noi con l'Italia, la cosiddetta "quarta gamba" della coalizione di centro-destra in vista delle imminenti elezioni politiche.
È candidato alle elezioni politiche del 2018 come capolista nel collegio Lombardia 2 per la Camera ma non viene eletto dato che NcI raccoglie poco più dell’1%.
Quattro anni più tardi diventa consulente del ministro dell’Economia Giancarlo Giorgetti.

### Incarichi governativi
Con la caduta e fine del governo Letta per volere del neo-segretario del PD Matteo Renzi per diventare Presidente del Consiglio, e alla nascita del suo governo, il 28 febbraio 2014 viene nominato come sottosegretario di Stato al Ministero dell'Economia e delle Finanze nel governo Renzi.
Il ministro dell'economia Pier Carlo Padoan decide di affidargli le deleghe relative al contenzioso valutario, al contrasto del riciclaggio, alla fiscalità dei mercati finanziari, al federalismo fiscale, al bilancio comunitario, ai piani di rientro dai deficit sanitari e alla revisione legale.
A settembre 2014 si è fatto promotore di una iniziativa legislativa per introdurre nella legge di stabilità una norma che permettesse di dare un bonus, simile agli 80€ già introdotto dal governo, ai lavoratori autonomi con basso reddito.
Durante il semestre italiano di Presidenza del Consiglio dell'Unione europea ha presieduto a Venezia il meeting informale sul bilancio dell'Unione europea con i rappresentanti dei governi dei 28 Paesi UE.
Dal 29 gennaio 2016 al 7 dicembre 2016 ricopre l'incarico di viceministro del Ministero dell'Economia e delle Finanze.
Anche a seguito di diverse uscite mediatiche smentite poi dal ministro Padoan, non viene riconfermato nel nuovo Governo Gentiloni al quale il suo gruppo parlamentare, insieme a quello di Denis Verdini non voterà la fiducia.

## Opere
- Un Paese migliore. Per un'Italia in cui valga la pena vivere, lavorare, pagare le tasse e ogni tanto anche votare (con Claudio Siciliotti), Baldini Castoldi Dalai Editore, 2012, ISBN 9788866208884